# Tranemo
Tranemo är en tätort i södra Västergötland (Sjuhäradsbygden) och centralort i  Tranemo kommun, Västra Götalands län. Tranemo är också kyrkbyn i Tranemo socken med centralkyrkan Tranemo kyrka. Nedanför kyrkan och mitt i orten ligger Tranemosjön, i vilken Jälmån, Sämån (Månstadån) och Toddebäcken mynnar ut. Ur Tranemosjön rinner sedan Ätranbiflödet Assman. 

## Historia[6]
Se även Tranemo socken
Tätorten Tranemo är tämligen ung och växte till allra största delen fram mellan andra världskriget och 1980-talet. I många år dessförinnan var det en jord- och skogsbruksdominerad bygd. Vid 1900-talets början bestod det som sedan kom att bli tätorten Tranemo endast av kyrkan, dåvarande skolan, ett par gårdar med tillhörande torp, en gästgivaregård och ett fåtal boningshus. I början av seklet tillkom dock såväl Falkenbergs Järnväg som Västra Centralbanan, samtidigt som industrin expanderade, och ett samhälle började växa fram. 
Grannsocknen Södra Åsarp med Limmareds samhälle var dock länge den tongivande, då den hade fler och större industrier samt ännu en järnvägsförbindelse i Kust till kust-banan. Emellertid var det så dyrt att bygga i Limmared att många valde istället att bygga på billig mark som kyrkoherden tillhandahöll i Tranemo, som med tiden därmed tog över Limmareds tongivande roll. Efter andra världskriget kom Tranemo att expandera kraftigt. Viktiga byggnationer var Kommunalhuset (byggt 1947), Hotellet (1949) och Medborgarhuset (1956). År 1948 började gatorna asfalteras och man antog en plan för centrums vägstruktur. På 1950-talet byggdes även Tranängskolan. Merparten av dagens bebyggelse i Tranemo består av villor byggda efter krigsslutet och fram till 1980-talet. Kring 1950 hade Tranemo 1 350 invånare, att jämföra med dagens 3 150 invånare. Under andra halvan av 1960-talet byggdes Tranängskolan ut, och fick plats för hela den framväxande kommunens högstadieelever, man byggde även en ny sim- och idrottshall. 
Tranemo blev 1952 centralort i Tranemo landskommun, senare Tranemo kommun, och har genom detta fått ett kraftfullt ökat serviceutbud. På 1990-talet fick Tranemo även såväl gymnasieskola, systembolag som ett flertal stormarknader. I början av 2000-talet invigdes en populär promenadväg runt Tranemosjön.

### Befolkningsutveckling
| Befolkningsutvecklingen i Tranemo 1960–2020 | Befolkningsutvecklingen i Tranemo 1960–2020 | Befolkningsutvecklingen i Tranemo 1960–2020 | Befolkningsutvecklingen i Tranemo 1960–2020 | Befolkningsutvecklingen i Tranemo 1960–2020 |
| ------------------------------------------- | ------------------------------------------- | ------------------------------------------- | ------------------------------------------- | ------------------------------------------- |
|                                             |                                             |                                             |                                             |                                             |
| År                                          |                                             |                                             | Folkmängd                                   | Areal (ha)                                  |
| 1960                                        | 1960                                        |                                             | 1 982                                       |                                             |
| 1965                                        | 1965                                        |                                             | 2 490                                       |                                             |
| 1970                                        | 1970                                        |                                             | 2 811                                       |                                             |
| 1975                                        | 1975                                        |                                             | 2 811                                       |                                             |
| 1980                                        | 1980                                        |                                             | 3 071                                       |                                             |
| 1990                                        | 1990                                        |                                             | 3 197                                       | 286                                         |
| 1995                                        | 1995                                        |                                             | 3 223                                       | 290                                         |
| 2000                                        | 2000                                        |                                             | 3 198                                       | 297                                         |
| 2005                                        | 2005                                        |                                             | 3 152                                       | 297                                         |
| 2010                                        | 2010                                        |                                             | 3 168                                       | 299                                         |
| 2015                                        | 2015                                        |                                             | 3 224                                       | 342                                         |
| 2020                                        | 2020                                        |                                             | 3 334                                       | 356                                         |
|                                             |                                             |                                             |                                             |                                             |

## Näringsliv
Tranemo domineras precis som kommunen i stort av tillverkningsindustri och textilindustri. I orten jobbar även många för kommunen, inom förvaltning, vård, skola och omsorg. 

## Skolor
I Tranemo finns Tranängskolan och sedan 1994 Tranemo Gymnasieskola. Den förstnämnda med årskurs 1–6 för orten med kringliggande landsbygd och med årskurs 7–9 för hela kommunen. Tranemo Gymnasieskolas främsta upptagningsområde är även det den egna kommunen, men också ett växande antal elever från Svenljunga kommun väljer att gå i Tranemo Gymnasieskola.

## Sport
Tranemo är hemvist för bland annat Tranemo Innebandyklubb (TIBK), Orienteringsklubben (OK) Tranan, Tranemo Gymnastikförening (TGF) och Tranemo Idrottsförening (TIF).